# مطبخ إندونيسي

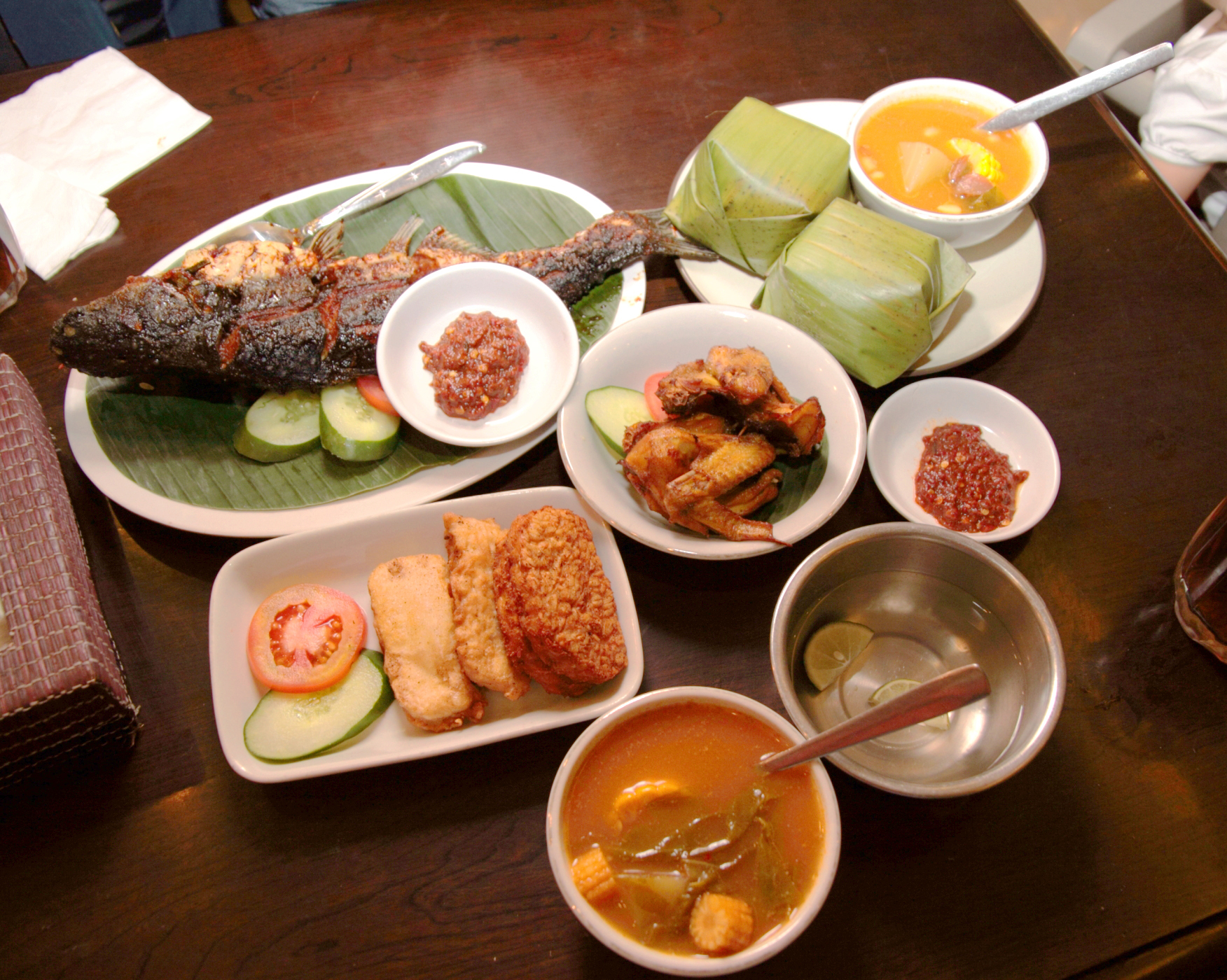
أطباق إندونيسية

يعكس المطبخ الاندونسى التنوع الهائل للشعب الاندونيسى الذي يعيش في 6000 جزيرة المكونين لاندونسيا. يعتبر المطبخ الاندونيسى ذات طابع مختلف تمامًا مثل الثقافة الاندونيسية. قد تأثر المطبخ الاندونيسى بمطابخ أخرى. عبر تاريخ إندونسيا كان لاندونسيا نشاط تجارى بفضل موقعها ومواردها الطبيعية. تتأثر الطرق الأصلية والمكونات الإندونسية خصوصًا من مناطق الماليزية بالمطبخ الهندى، الشرقى، الصينى وأخيرًا بأوربا. جلب التجار الأسبان والبرتغاليون منتجات العالم الجديد قبل أن يأتي بها الهولنديون الذين استعمروا جزء كبير من إندونسيا. ساهمت جزيرة الملوك الإندونسية المشورة ب «جزيرة التوابل» بتقديم التوابل الاصلية لاندونسيا والمطابخ العالمية مثل:القرنفل، وجوزة الطيب. تعد بعض الأطباق الاندونيسية مثل:نازي جورينج (مأكولات) وقادو قادو وساتاي وسوتو من الأطباق الرئيسية في إندونسيا. مطبخ جزيرة سومطرة على سبيل المثال- الذي يغلب عليه التأثر بالطابع الهندى والشرقى-الذي يتميز بطبق اللحم بالكارى والخضروات، أما طبخ شرق إندونسيا فإنه يشبه من الطبخ البولينيزي والماليزي. بالإضافة أنه يمكن ملاحظة بعض عناصر المطبخ الصيني في المطبخ الإندونيسي: مثل الباكمي (مكرونة)  والباكسو (كرات لحم) واللومبيا التي تشبهاها تمامًا.

## الأرز

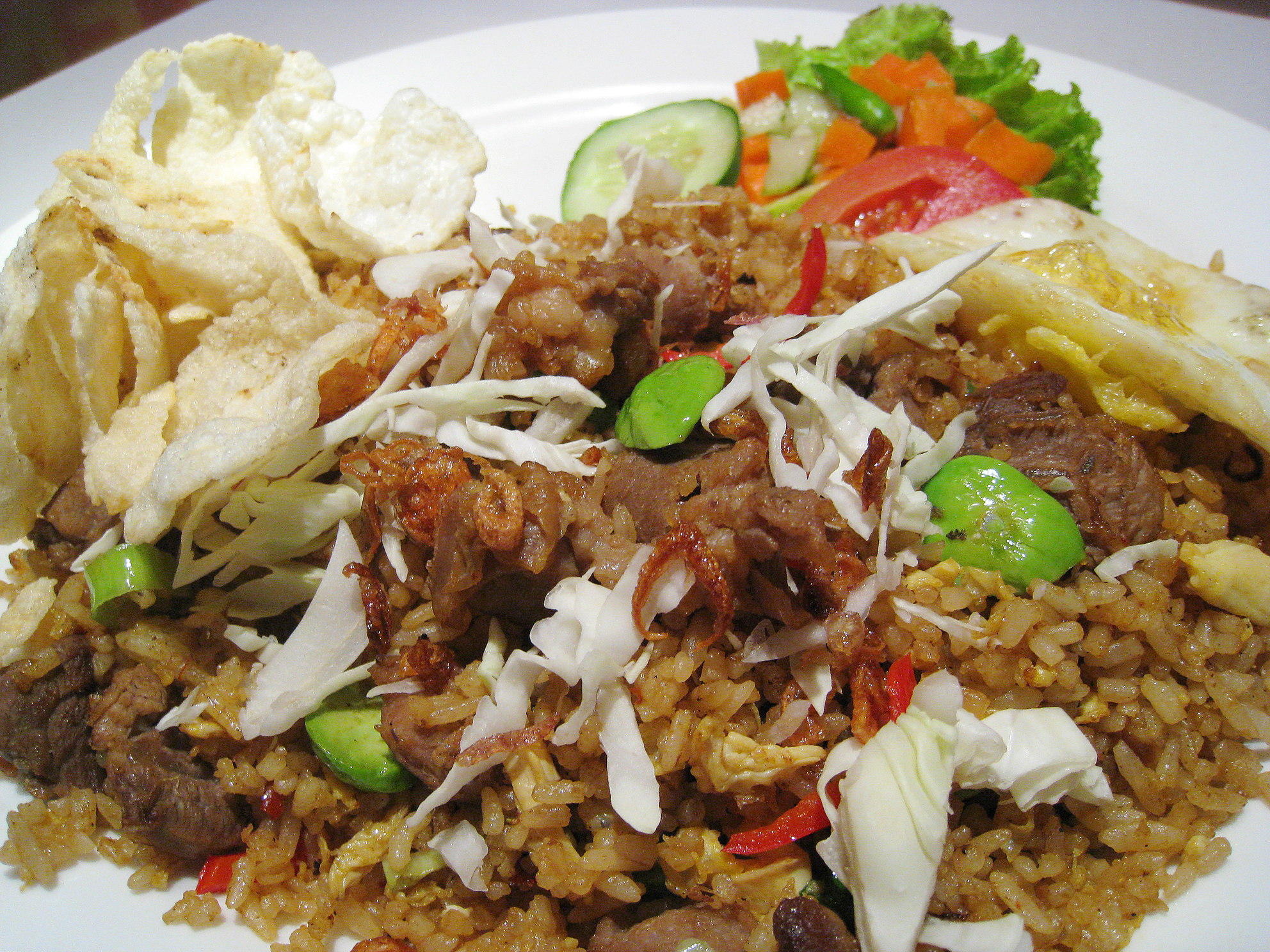
الأرز المقلي على الطريقة الإندونيسية (ناسي جورينج)

يعد الأرز هي الوجبة الرئيسية في المجتمع الإندونيسي المعاصر. كما أن الأرض يشكل نقطة مركزية في الثقافة الاندونيسية؛ فإنها تشكل المزارع يُباع في الأسواق ويقدم في الوجبات غالبًا كطعام مالح أو محلى. يُؤكل الأرز إلى جانب القليل من البروتين والخضروات كأطباق جانبية. ويمكن أن يقدم الأرز أيضًا في شكل نازى أودوك (أرز في لبن جوز الهند)، نازي جورينج (مأكولات)(أرز مطبوخ بلبن جوز الهند والكركم)، كوتبات (أرز على البخار معبأ في قشر جوز الهند، لونج تونج أرز على البجاز في أوراق الموز، شعرية، مكرونة، نازى جورينج (أرز مقلى). لذلك يعد الأرز هو الطبق الرئيسى لاندونسيا.

## كربوهيدرات أخرى

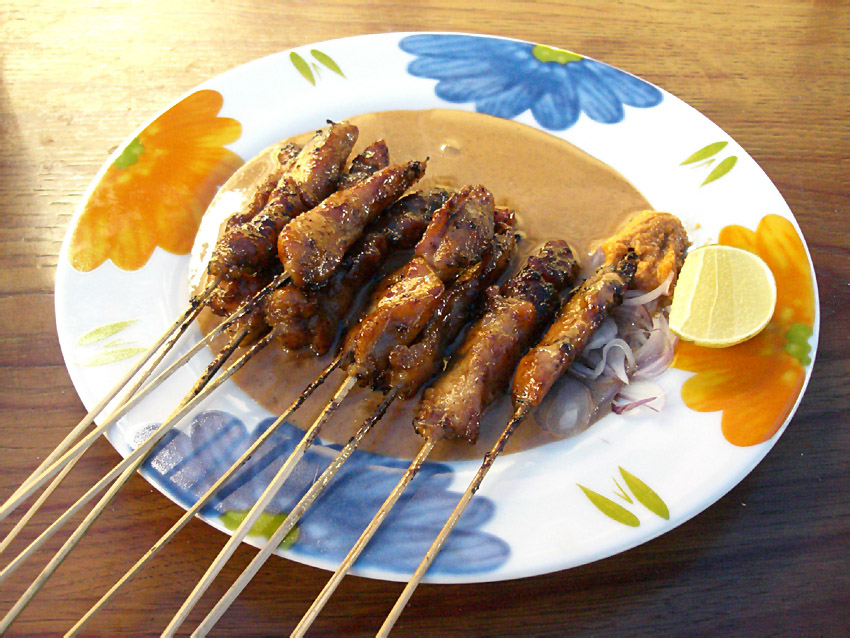
ساتي

يعد من بعض الأطباق الرئيسية الأخرى: الذرة(في بعض المناطق الجافة مثل جزيرة مادورا وسندا ليزر) والساغو (في شرق إندونيسيا) وكاسافا (الكاسافا المجففة) ودرن النبات (خصوصًا في الأوقات العصيبة).

## التوابل
تعرف إندونيسيا على مستوى العالم بأنها «جزيرة التوابل»، فساهمت جزيرة ملوك بتقديم التوابل الخاصة بها للمطبخ العالمي مثل: جوزة الطيب والقرنفل والخولنجان.

## لبن جوز الهند
```
تعتبر إندونسيا من الدول الاستوائية التي تحظى بالمنتجات الاستوائية مثل 
جوز الهند
، فقد طور الإندونسيون قديمًا استخدامات متعددة لجوز الهند. لذلك يعد استخدام لبن جوز الهند في الأطباق الإندونسية من الخصائص المميزة للمطبخ الاندونيسى. فيستخم لبن جوز الهند في وصفات متعددة؛ ابتدءًا أطباق مالحة كطبق 
الرندانج
، 
سوتو
 وحتى الحلويات مثل 
السندول
. يعتبر السوتو من الأطباق القومية لاندونيسيا.استخدام لبن جوز الهند ليس مقتصر فقط على المطبخ الاندونيسى، فيظهر في المطبخ الهندى، التايلاندى، الفيلبينى، البرازيلى والماليزى. يوجد نوعان من لبن جوز الهند في المطبخ الاندونيسى؛ لبن جوز الهند الخفيف ولبن جوز الهند السميك. الفرق بينهما يعمد على كمية الماء والمحتوى الزيتى بها. يستخدم لبن جوز الهند الخفيف لاعداد الحساء، بينما الكثيف منه يستخدم لاعداد الرندانج والحلوى. يجهز لبن جوز الهند من لحم جوز الهند المطع طازجًا أو انه يباع جاهزًا في الأسواق.بعد الانتهاء من استخلاص لبن جوز الهند يمكن استخدام الجوز هند المتبقى في اعداد الأوراب (جوز هند متبل ومخلوط بخضروات). طبق الاوراب يشبه طبق جادو جادو إلى حد كبير فيما عدا أنه يستبدل صلصة الفول السودانى بجوز الهند.
```

## انظر أيضاً

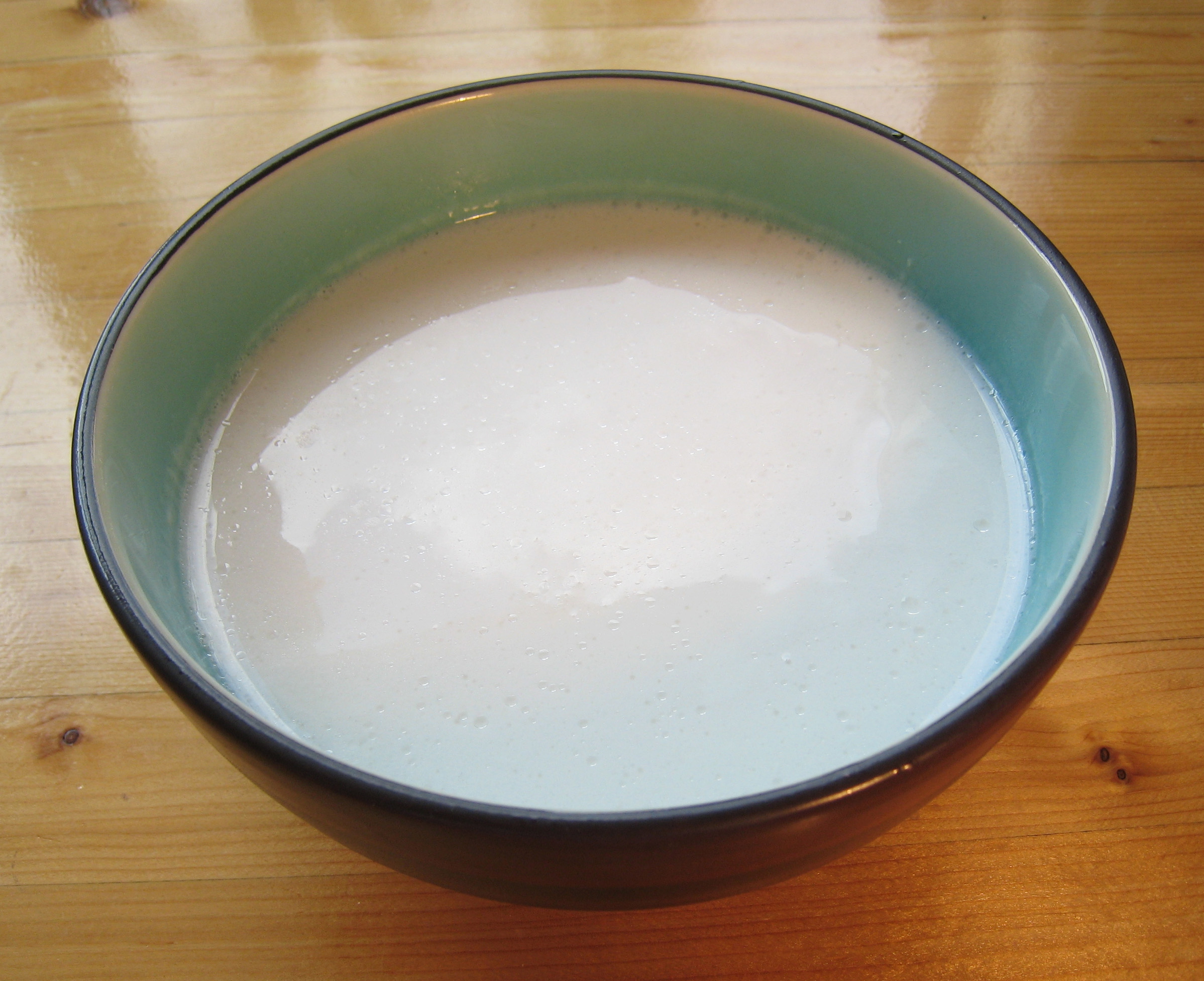
لبن جوز الهند